# كاميل بين
كاميل بين (بالفرنسية: Camille Pin)‏ مواليد 25 أغسطس 1981 في نيس، هي لاعبة كرة مضرب فرنسية سابقة بدأت مسيرتها كمحترفة سنة 1999 وكانت تلعب باليد اليمنى، اعتزلت اللعب في 2010.

## الخط الزمني للفردي
مفتاح
| ف | ن | ن.ن | ر.ن | د# | د.م | ل | أ.أ | ت | غ | ب | ف | ذ | م.خ | ل.ت |

(ف) فاز بالبطولة (ن) وصل النهائي (ن.ن) نصف النهائي (ر.ن) ربع النهائي (د#) الأدوار الأربعة الأولى (د.م) دور المجموعات (ل) شارك في كأس ديفيز (أ.أ) خرج من الأدوار الاولى (ت) خسر التصفيات التأهيلية (غ) غاب عن الحدث أو البطولة (ب) حصل على ميدالية برونزية (ف) حصل على ميدالية فضية (ذ) حصل على ميدالية ذهبية (م.خ) بطولة الماسترز خُفضت إلى مرتبة أقل (ل.ت) البطولة لم تعقد في السنة المعينة.
لتجنب الارتباك وازدواجية الحساب، يتم تحديث هذه المعلومات إما في نهاية البطولة، أو عندما تكون مشاركة اللاعب في البطولة قد انتهت.
| الدورة            | 2001 | 2002 | 2003 | 2004 | 2005 | 2006 | 2007 | 2008 | 2009 |
| ----------------- | ---- | ---- | ---- | ---- | ---- | ---- | ---- | ---- | ---- |
| أستراليا المفتوحة | ت    | ت    | د1   | د2   | د1   | د2   | د1   | د2   | د1   |
| فرنسا المفتوحة    | د1   | د1   | د1   | د1   | د1   | د1   | د1   | د1   | د1   |
| بطولة ويمبلدون    | ت    | ت    | ت    | ت    | ت    | د1   | د1   | د1   | ت    |
| أمريكا المفتوحة   | ت    | ت    | ت    | د1   | د1   | د1   | د2   | د1   | د1   |

## وصلات خارجية
- كاميل بين على موقع رابطة محترفات التنس (الإنجليزية)
- كاميل بين على موقع الاتحاد الدولي لكرة المضرب (الإنجليزية)
- كاميل بين على موقع خلاصة التنس.كوم (الإنجليزية)
- كاميل بين على موقع إي إس بي إن.كوم (الإنجليزية)

- الموقع الرسمي